# Descendants of the Sun
Descendants of the Sun (koreanisch 태양의 후예, RR Taeyang-ui Huye‚ deutsch Söhne der Sonne) ist eine südkoreanische Fernsehserie aus dem Jahr 2016. Sie startete am 24. Februar auf KBS2 und wurde donnerstags und mittwochs ausgestrahlt.
Die Serie wurde vorproduziert. Üblicherweise laufen in Südkorea die Produktionsarbeiten noch, während die ersten Folgen ausgestrahlt werden. Außergewöhnlich war auch das hohe Produktionsbudget von elf Millionen US-Dollar. Vier Millionen US-Dollar davon wurde durch den chinesischen Streaminganbieter iQiyi (Tochterunternehmen von Baidu) getragen. Dafür bekam das Unternehmen die Exklusivrechte für die Ausstrahlung der Serie in China. Die Serie startete in Südkorea und China gleichzeitig und durchbrach alle Rekorde. Die Serie wurde bereits in 32 Länder exportiert.

## Einschaltquoten
| Episode # | Ausstrahlungsdatum | TNMS-Quoten  | TNMS-Quoten            | TNMS-Quoten | TNMS-Quoten            | TNMS-Quoten |
| Episode # | Ausstrahlungsdatum | TNmS Ratings | TNmS Ratings           | AGB Nielsen | AGB Nielsen            |             |
| Episode # | Ausstrahlungsdatum | Südkorea     | Seoul (Metropolregion) | Südkorea    | Seoul (Metropolregion) |             |
| --------- | ------------------ | ------------ | ---------------------- | ----------- | ---------------------- | ----------- |
| 1         | 24. Februar 2016   | 12,6 %       | 12,7 %                 | 14,3 %      | 14,4 %                 |             |
| 2         | 25. Februar 2016   | 13,5 %       | 14,5 %                 | 15,5 %      | 16,0 %                 |             |
| 3         | 2. März 2016       | 21,8 %       | 22,7 %                 | 23,4 %      | 24,6 %                 |             |
| 4         | 3. März 2016       | 22,9 %       | 23,5 %                 | 24,1 %      | 25,1 %                 |             |
| 5         | 9. März 2016       | 24,6 %       | 26,3 %                 | 27,4 %      | 29,2 %                 |             |
| 6         | 10. März 2016      | 25,4 %       | 27,6 %                 | 28,5 %      | 29,8 %                 |             |
| 7         | 16. März 2016      | 27,0 %       | 28,9 %                 | 28,3 %      | 30,1 %                 |             |
| 8         | 17. März 2016      | 25,9 %       | 28,7 %                 | 28,8 %      | 30,5 %                 |             |
| 9         | 23. März 2016      | 29,7 %       | 32,3 %                 | 30,4 %      | 31,0 %                 |             |
| 10        | 24. März 2016      | 28,8 %       | 31,0 %                 | 31,6 %      | 33,3 %                 |             |
| 11        | 30. März 2016      | 29,1 %       | 31,3 %                 | 31,9 %      | 33,5 %                 |             |
| 12        | 31. März 2016      | 31,1 %       | 33,9 %                 | 33,0 %      | 34,3 %                 |             |
| 13        | 6. April 2016      | 30,4 %       | 33,7 %                 | 33,5 %      | 35,0 %                 |             |
| 14        | 7. April 2016      | 31,1 %       | 33,5 %                 | 33,0 %      | 35,6 %                 |             |
| 15        | 13. April 2016     | 31,1 %       | 35,6 %                 | 34,8 %      | 37,5 %                 |             |
| 16        | 14. April 2016     | 35,3 %       | 40,5 %                 | 38,8 %      | 41,6 %                 |             |